# 島鮗
島鮗為輻鰭魚綱鱸形目鱸亞目七夕魚科的其中一種，分布於西南太平洋區的珊瑚海及塔斯曼海等海域，棲息深度2-25公尺，體長可達9.8公分，棲息在珊瑚礁、潮池，屬肉食性，雄魚有護卵的行為。

## 擴展閱讀
維基物種上的相關：島鮗